# Orden corintio

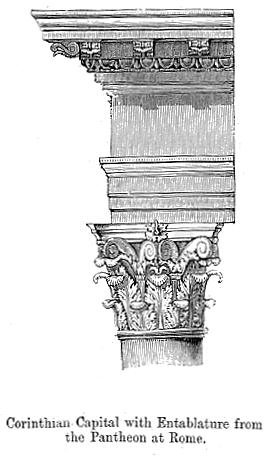
Esquema del orden compuesto de las columnas del Panteón de Roma. El orden compuesto es una unión romana de los tres órdenes clásicos.

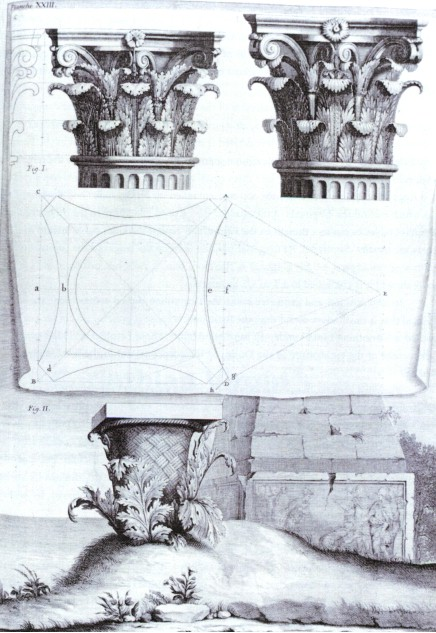
Mito sobre el origen del orden corintio a partir de unas plantas de acanto que germinaron debajo de una cesta y al desarrollarse se curvaron.

El orden corintio es el más ornamentado de los órdenes arquitectónicos clásicos, se caracteriza por la decoración vegetal compuesta de hojas de acanto adquiriendo una forma curva. El primer uso conocido de un capitel corintio data del año 427 a. C. en el templo de Apolo en Basas, un lugar próximo a la ciudad de Figalia de Arcadia. Esencialmente es similar al orden jónico, del que difiere básicamente  en la forma y tamaño del capitel. Una de las construcciones más destacables ejecutadas según  las pautas estilísticas del orden corintio es el monumento de Lisícrates en Atenas, levantado hacia el año 334 a. C. No obstante, se infrautilizan a menudo debido a la popularidad de los órdenes dórico y jónico de la época. 
Los arquitectos romanos lo eligieron en uno de los órdenes clásicos. Se empleó a menudo en edificios públicos como templos, basílicas o foros. Un ejemplo notable es el templo de Marte vengador en Roma, construido por el emperador Augusto en el siglo I a. C. Los intrincados capiteles corintios del templo se consideran uno de los mejores ejemplos de la arquitectura romana.

## Vitruvio, Calímaco y el orden corintio
El arquitecto romano Vitruvio del siglo I a. C. en su obra De architectura atribuye su creación a Calímaco en el siglo V a. C. mediante un mito. 

Se cuenta que el descubrimiento original de esta forma de capitel sucedió cuando una doncella de Corinto, nacida libre y en edad de casarse, fue presa de una enfermedad y murió. Después de su entierro, su nodriza, recogiendo pequeños recuerdos del agrado de la muchacha mientras vivía, los puso en una cesta de mimbre, que colocó sobre su tumba, cubriéndola con una teja para que durasen más tiempo al aire libre. El cesto se colocó casualmente sobre la raíz de un acanto. La raíz del acanto, presionada por el peso, al llegar la primavera, echó hojas y tallos en el centro, y los tallos, que crecían por los lados de la cesta, presionados por el peso de la teja, se vieron obligados a doblarse en forma espiral (volutas en los bordes exteriores. En un momento determinado, Calímaco, a quien los atenienses llamaban katatêxitechnos por el refinamiento y la delicadeza de su trabajo artístico, pasó por delante de esta tumba y observó la cesta con las tiernas hojas jóvenes que crecían y se enredaban a su alrededor. Encantado con la belleza, estilo y forma, construyó para los corintios, algunas columnas siguiendo ese patrón. Determinó sus proporciones simétricas y estableció desde entonces las reglas que debían seguirse en las obras acabadas del nuevo orden corintio.

## Características
Se caracteriza por las siguientes peculiaridades:
- La columna va dotada de basa. Se trata de una pieza de apoyo compuesta por tres molduras: dos boceles circulares o medios toros y una escocia intercalada entre ambos que puede ir adornada por unos listeles. En ocasiones, esta basa apoya a su vez sobre un plinto, pieza prismática de planta cuadrada de poco espesor.
- El fuste es de sección circular y presenta un ligero éntasis. Está acanalado por 24 estrías separadas entre sí por finos filetes longitudinales. El tamaño total de la columna suele ser de veinte módulos y el del propio fuste de dieciséis y dos tercios.
- El capitel es el elemento más representativo de este orden y se reconoce por su apariencia de campana invertida o cesta de la que rebosasen las hojas de acanto, cuyos tallos dan lugar a una especie de volutas o espirales (caulículos) en las cuatro esquinas.
- El entablamento mide generalmente un quinto del orden total. Está formado por:
  - El arquitrabe, que se muestra usualmente descompuesto en tres bandas horizontales superpuestas y escalonadas (fasciae).
  - El friso es una banda continua (sin metopas ni triglifos) adornada con una sucesión de figuras en relieve. Carga directamente sobre el arquitrabe.
  - La cornisa coronada por el alero forma un saledizo que generalmente cuenta con una moldura de tipo cimacio.

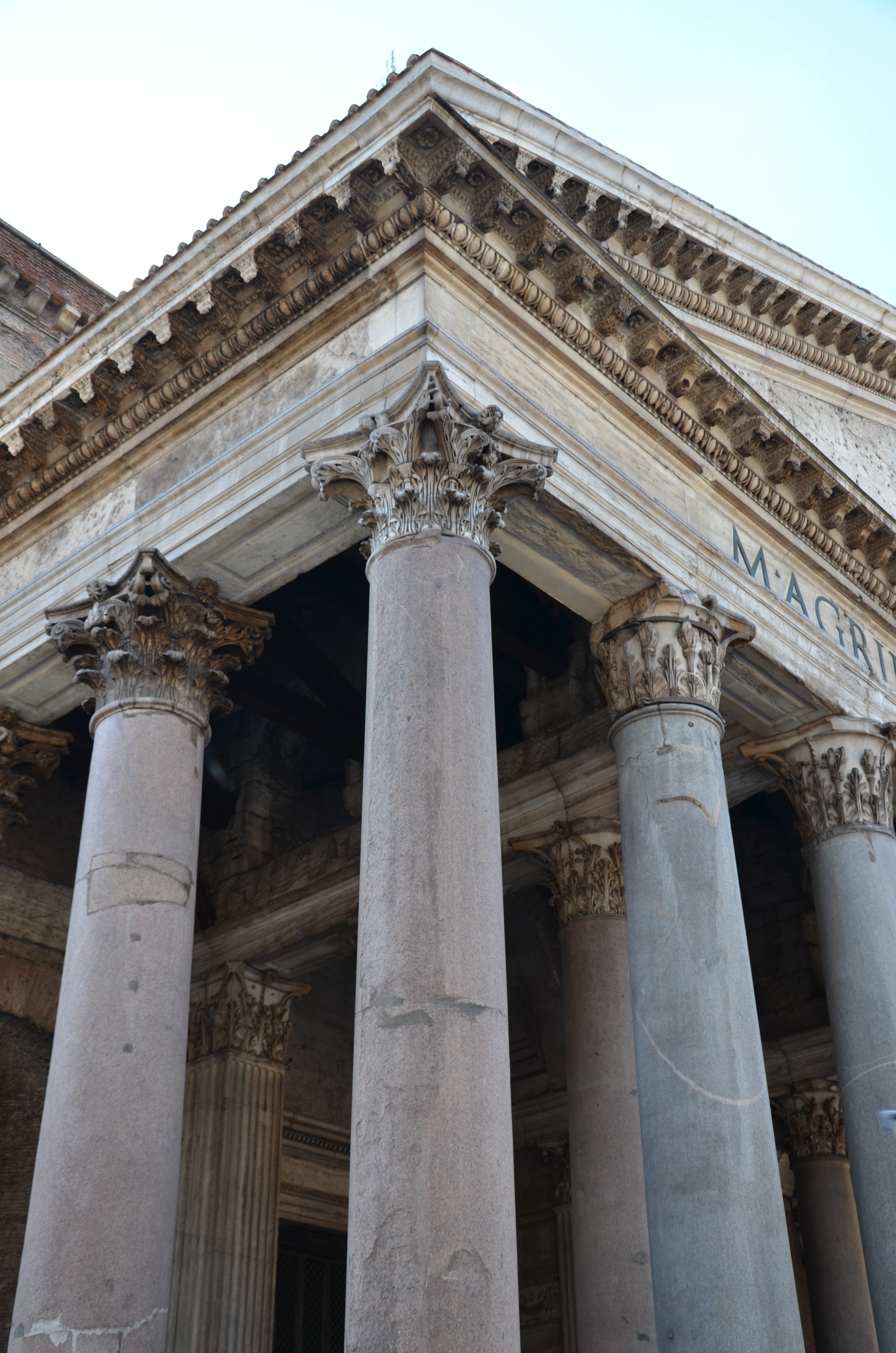
Columnas corintias del Panteón (Roma), c. 114-124, que proporcionaron un modelo destacado para los arquitectos renacentistas y posteriores.
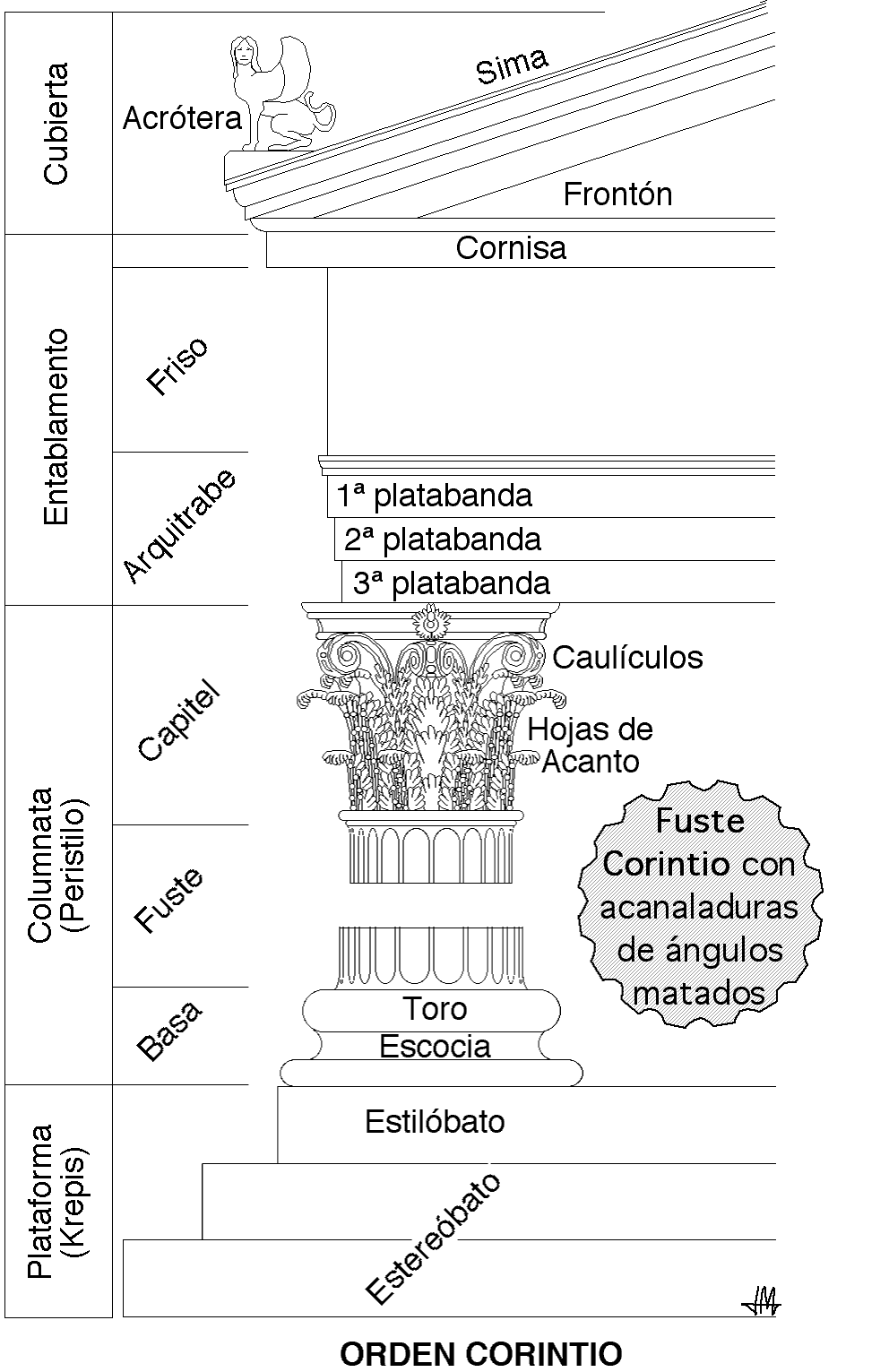

- Los órdenes arquitectónicos: dórico, jónico, corintio, toscano, compuesto

| Orden completo 25 m | Entablamento 5 m | Cornisa    | 2 m      |
| Orden completo 25 m | Entablamento 5 m | Friso      | 1 + ½ m  |
| Orden completo 25 m | Entablamento 5 m | Arquitrabe | 1 + ½ m  |
| Orden completo 25 m | Columna 20 m     | Capitel    | 2 + ⅓ m  |
| Orden completo 25 m | Columna 20 m     | Fuste      | 16 + ⅔ m |
| Orden completo 25 m | Columna 20 m     | Basa       | 1 m      |